# 25676 Jesseellison
25676 Jesseellison è un asteroide della fascia principale. Scoperto nel 2000, presenta un'orbita caratterizzata da un semiasse maggiore pari a 2,2813823 UA e da un'eccentricità di 0,1375357, inclinata di 7,22035° rispetto all'eclittica.